# Associazione Calcio Palmanova
L'Associazione Calcio Palmanova era la società calcistica di Palmanova (cittadina della Provincia di Udine). Era una delle più vecchie società calcistiche del Friuli, essendo stata fondata nel 1909; è fallita nel 2010.

## Storia
Ha partecipato a campionati di Serie C sia negli anni '30 (Prima Divisione 1934-1935) che negli anni '40 ed arrivando al top nel 1946-1947 dove con Renzo Burini (passato poi al Milan) raggiunse il 3º posto.
Scesa piano piano di categoria la squadra amaranto (così chiamata dai tifosi per la propria divisa sociale) toccava il punto più basso della sua storia rischiando la retrocessione in terza categoria al termine del campionato 1973-1974.
Durante l'estate di quell'anno, il commendator Dino Bruseschi, presidente dell'Udinese degli anni '50 e '60, palmarino e all'epoca sindaco della cittadina, veniva convinto dagli amici a prendere in mano le sorti della squadra.

4 giugno 1978, Stadio Friuli Udine. Foto ricordo dopo il vittorioso spareggio con la Pro Gorizia.

Nel nuovo polisportivo appena inaugurato il Palmanova vinceva la Seconda Categoria nel 1974-1975 e la Prima Categoria nel 1975-1976. Nella stagione 1976-1977 dopo una accesa lotta con il C.M.M. San Michele Monfalcone cedeva nello scontro diretto (con due gol in contropiede di Botta al 1' e Di Blas all'89') e doveva accontentarsi del secondo posto. Nella successiva stagione 1977-1978, dopo il cambio di allenatore (Fulvio Zonch al posto di Franco Sclauzero) iniziava una rimonta (27 punti su 30 nel girone di ritorno) terminata con uno spareggio con la Pro Gorizia disputato allo Stadio Friuli davanti a 6.000 spettatori e finito 1-1 dopo i tempi supplementari; il sorteggio favoriva la squadra palmarina che accedeva alla Serie D. L'anno successivo, nel nuovo campionato (a quel tempo categoria semiprofessionistica) la squadra per tre quarti di campionato fece pensare ad un ulteriore salto in Serie C2 ma crollò nelle ultime giornate.
Negli anni successivi il Palmanova alterna campionati in Serie D o nel Campionato Nazionale Dilettanti (1978-1979, 1979-1980, 1991-1992, 1992-1993, 1995-1996, 1996-1997, 2000-2001) a retrocessioni nel campionato di Eccellenza e prima categoria fino alla stagione 2008-2009, quando venne retrocesso prima in Promozione e l'anno successivo in prima categoria.
Nel 2009-2010, l'anno del centenario, la società oramai non è solo priva di fondi e anche indebitata.
Sono diversi i dirigenti che si avvicendano al "capezzale" della società ma nessuno riesce far qualcosa per salvarla.
Il fallimento, inevitabile, avviene al termine del campionato.
La società cambia il nome in A.S.D. Palma Calcio e cura la pura attività giovanile in attesa di ricreare una squadra da iscrivere in Terza Categoria. Nella stagione 2023-24 non si iscrive a nessun campionato ed il 5 marzo 2024 il comitato regionale ne decreta l'inattività e lo svincolo dei giocatori.

## Calciatori
- Roberto Milocco, libero e capitano amaranto negli anni di Dino Bruseschi, viene chiamato numerose volte in Nazionale Dilettanti nel 1975-1976 e nel 1976-1977[10].
- Loris Piccini viene proclamato miglior giocatore del Friuli Venezia Giulia nel 1970[11].
- Paolo Marangon capitano del Palmanova dal 1989 al 1994, nella stagione 1988/89 viene convocato con la Rappresentativa del F.V.G. e vince il titolo nazionale nella finale a Terni contro il Veneto. La Regione FVG gli consegna l'Aquila di Bronzo.[11]

## Palmarès

### Competizioni regionali
- Prima Divisione: 1

1945-1946(girone C)
- Eccellenza: 1

1994-1995
- Promozione: 3

1977-1978, 1990-1991, 1998-1999 (girone B)
- Prima Categoria: 1

1975-1976 (girone A)
- Seconda Categoria: 1

1963-1964 (girone E), 1974-1975 (girone C)

## Statistiche e record

### Statistiche di squadra
- Durante il primo campionato di Serie D nel 1978-1979, è l'unica squadra del suo girone a mantenere il campo inviolato (14 squadre in tutta la categoria)[12].
- 21 sono i punti di vantaggio sulla seconda classificata, il Monfalcone, al termine del campionato di Promozione vinto nella stagione 1998-1999[13].
- Nell'anno 1989, in occasione dell'80º anno di fondazione, l'A.C. Palmanova vince tutti i campionati in tutte le categorie cui partecipa, dai Pulcini alla Prima Squadra che nello stesso anno vince anche la Coppa Regione.